# Chenalhó
Chenalhó es una localidad del estado mexicano de Chiapas, cabecera del municipio homónimo. 

## Toponimia
El nombre «Chenalhó» proviene de la expresión tzotzil que se traduce como "agua de la caverna".

## Geografía
La localidad está ubicada en la posición 16°52′59″N 92°37′59″O / 16.88306, -92.63306, a una altitud de 1615 m s. n. m.
Según la clasificación climática de Köppen, el clima corresponde al tipo Cwb - Templado con invierno seco (verano suave).

## Demografía
Cuenta con 4369 habitantes lo que representa un incremento promedio de 3.4% anual en el período 2010-2020 sobre la base de los 3143 habitantes registrados en el censo anterior. Ocupa una superficie de 1.667 km², lo que determina al año 2020 una densidad de 2620 hab/km².
| Gráfica de evolución demográfica de Chenalhó entre 2000 y 2020    |
|                                                                   |
| Fuente: Instituto Nacional de Estadística Geografía e Informática |

En el año 2010 estaba clasificada como una localidad de grado alto de vulnerabilidad social.
La población de Chenalhó está mayoritariamente alfabetizada (11.17% de personas analfabetas al año 2020) con un grado de escolarización en torno de los 7 años. El 95.79% de la población es indígena.

## Desplazamiento
Cerca de 200 indígenas tsotsiles, del municipio de Chenalhó, Chiapas, se vieron obligados a desplazarse internamente de la comunidad de Santa Martha, por un conflicto armado y territorial, que se registró el 29 de septiembre de 2022.
Un grupo civil armado que disputan 22 hectáreas de tierras con el municipio vecino de Chalchihuitán, incendió las viviendas de al menos 40 familias y extraoficialmente, asesinó a seis integrantes de una familia.
 

Las familias desplazadas tuvieron que refugiarse en campamentos improvisados entre las comunidades de Majomut y Polhó.

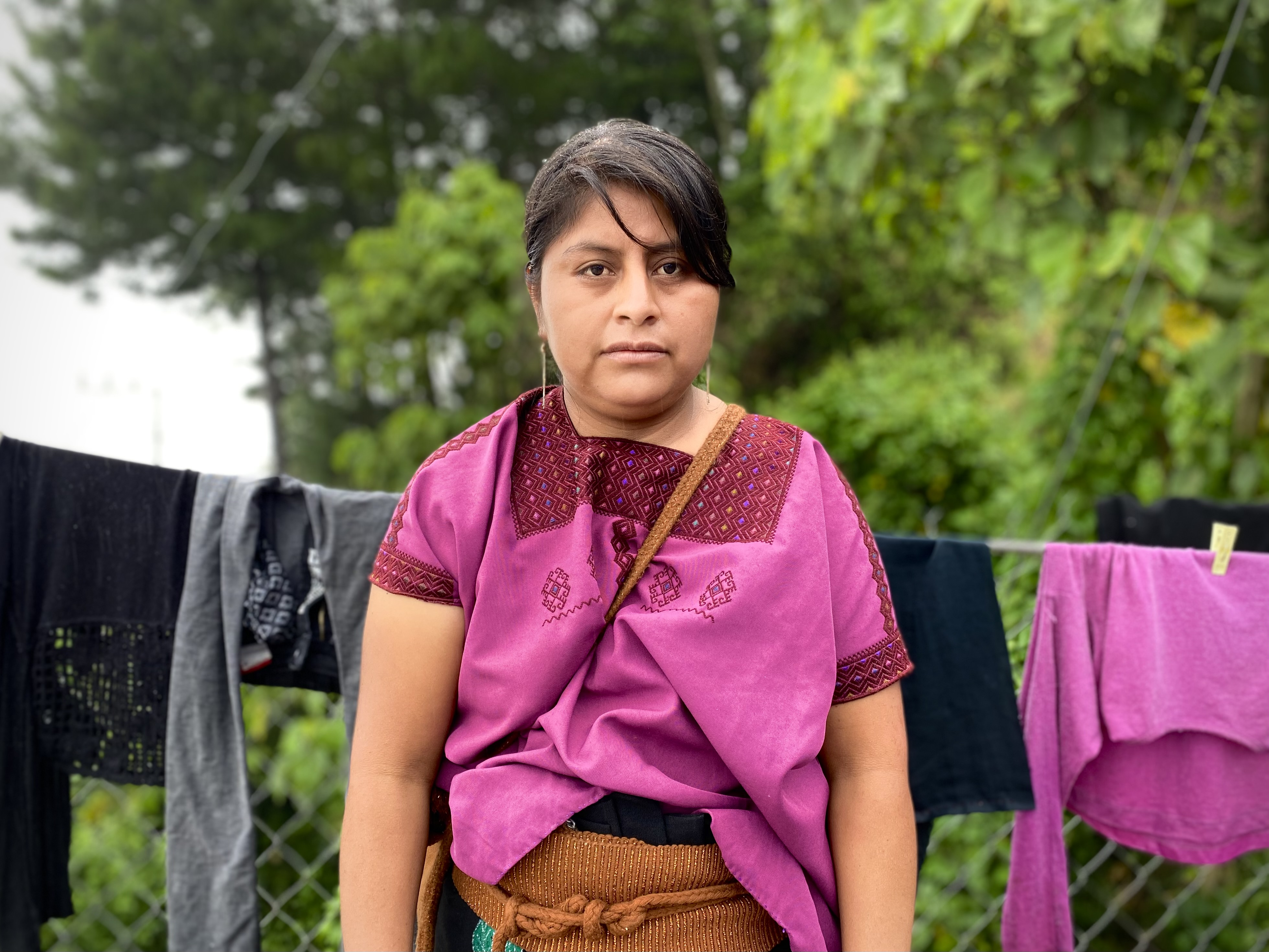
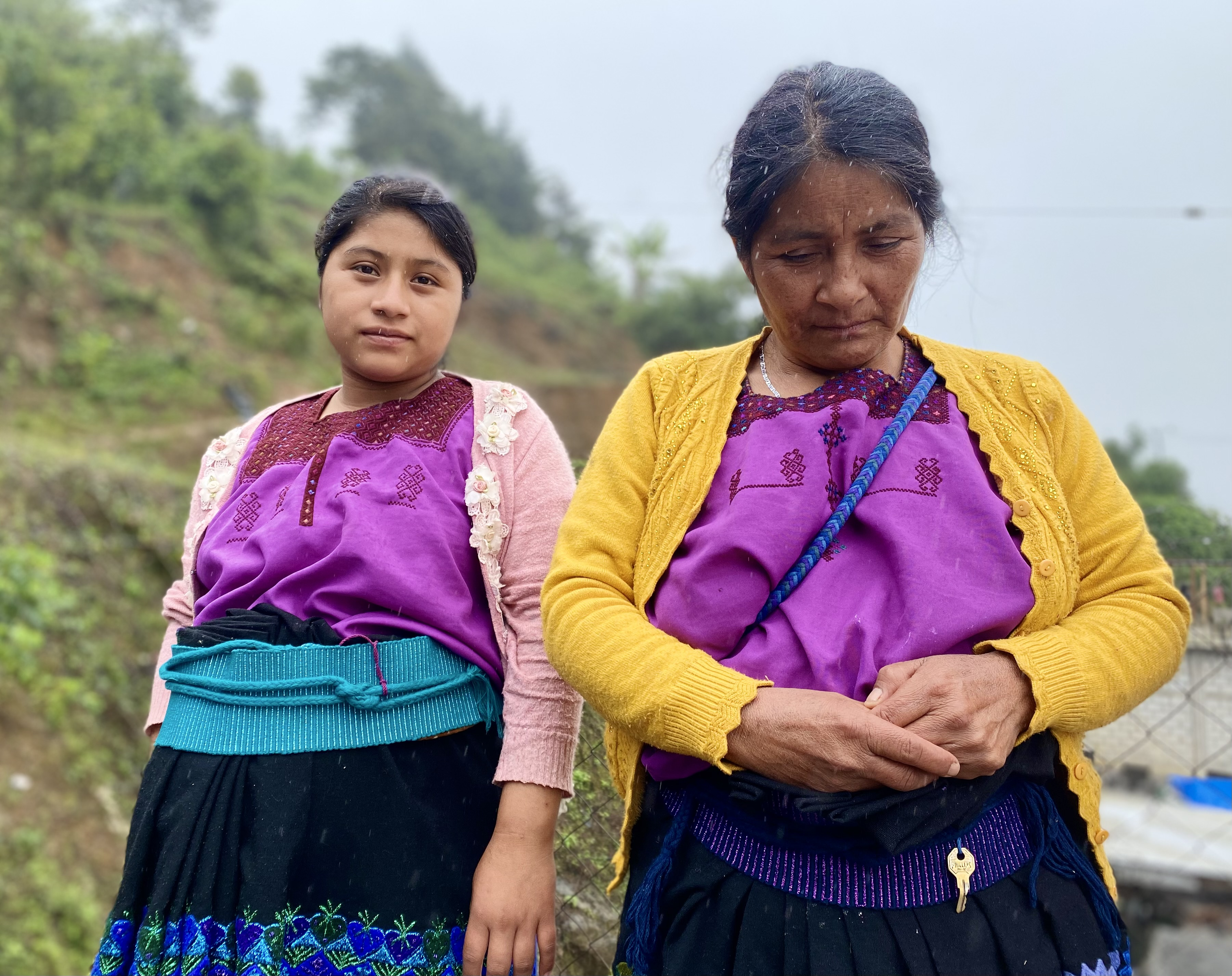
Mujeres desplazadas internamente de la comunidad Santa Martha, en Chenalhó, Chiapas
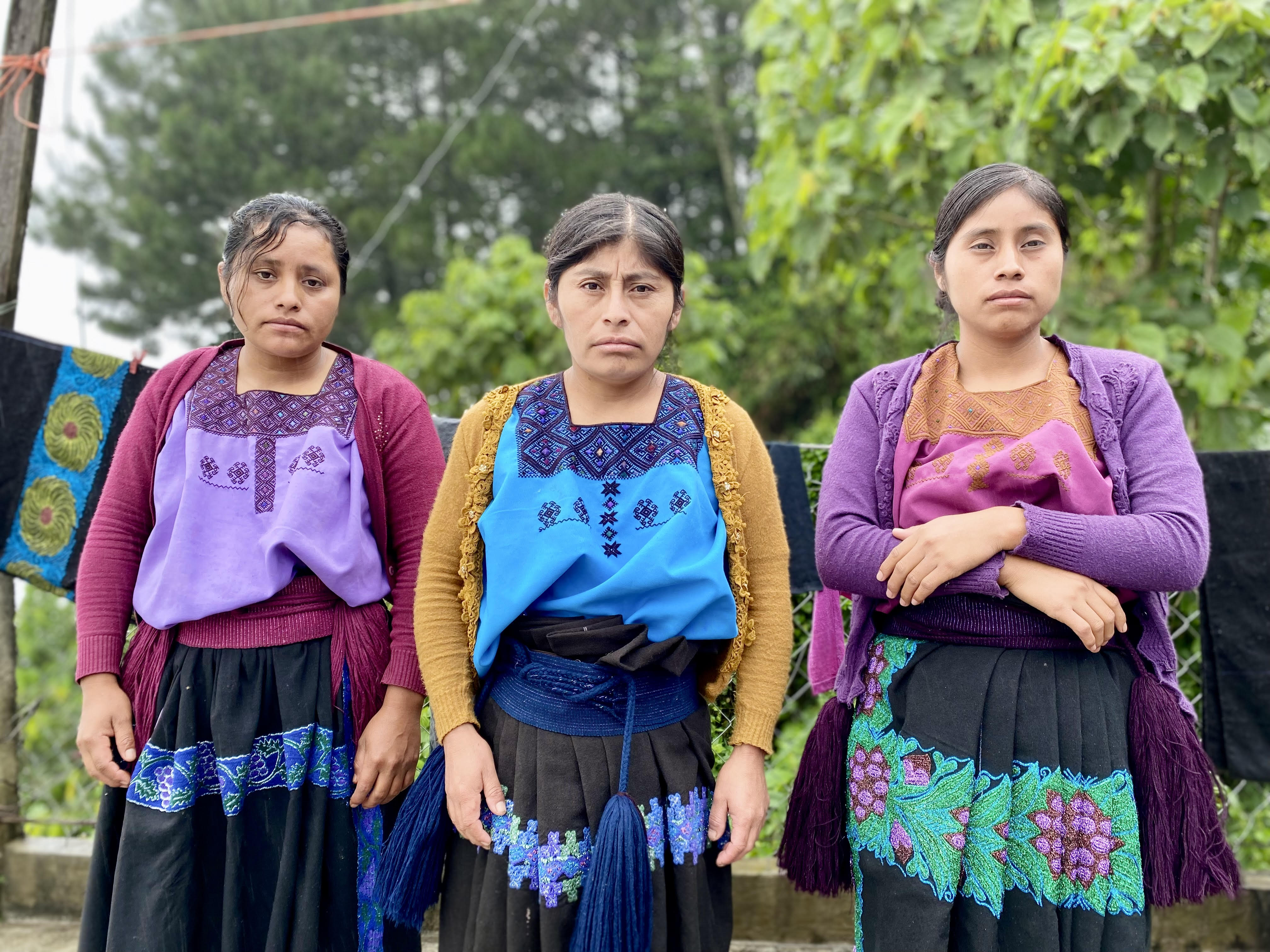